# Синій Врх
Синій Врх (словен. Sinji Vrh) — поселення в общині Чрномель, Південно-Східна Словенія, Словенія. Висота над рівнем моря: 368,6 м.